# Phoenicocoris rostratus
Phoenicocoris rostratus är en insektsart som först beskrevs av Knight 1923.  Phoenicocoris rostratus ingår i släktet Phoenicocoris och familjen ängsskinnbaggar. Inga underarter finns listade i Catalogue of Life.